# Fakó kéneslepke
A fakó kéneslepke (Colias hyale) a rovarok (Insecta) osztályának lepkék (Lepidoptera) rendjébe, ezen belül a fehérlepkék (Pieridae) családjába tartozó faj.
A kéneslepke nem típusfaja.

## Előfordulása
Eurázsiai faj; de főleg Dél- és Közép-Európára jellemző. Magyarországon mindenhol megtalálható. 2–3 nemzedéke április és október között lucernásokon, száraz legelőkön röpül.

## Alfajai
- Colias hyale altaica
- Colias hyale alta
- Colias hyale hyale
- Colias hyale irkutskana
- Colias hyale novasinensis
- Colias hyale palidis

## Megjelenése
A hím alapszíne sárga, a nőstényé sárgásfehér; rajzolatuk hasonló. Csápjai pirosak. A hátsó szárnyon sárgás-narancssárgás nyolcas látható. Hernyója zöld. Szárnyfesztávolsága 45–50 mm.

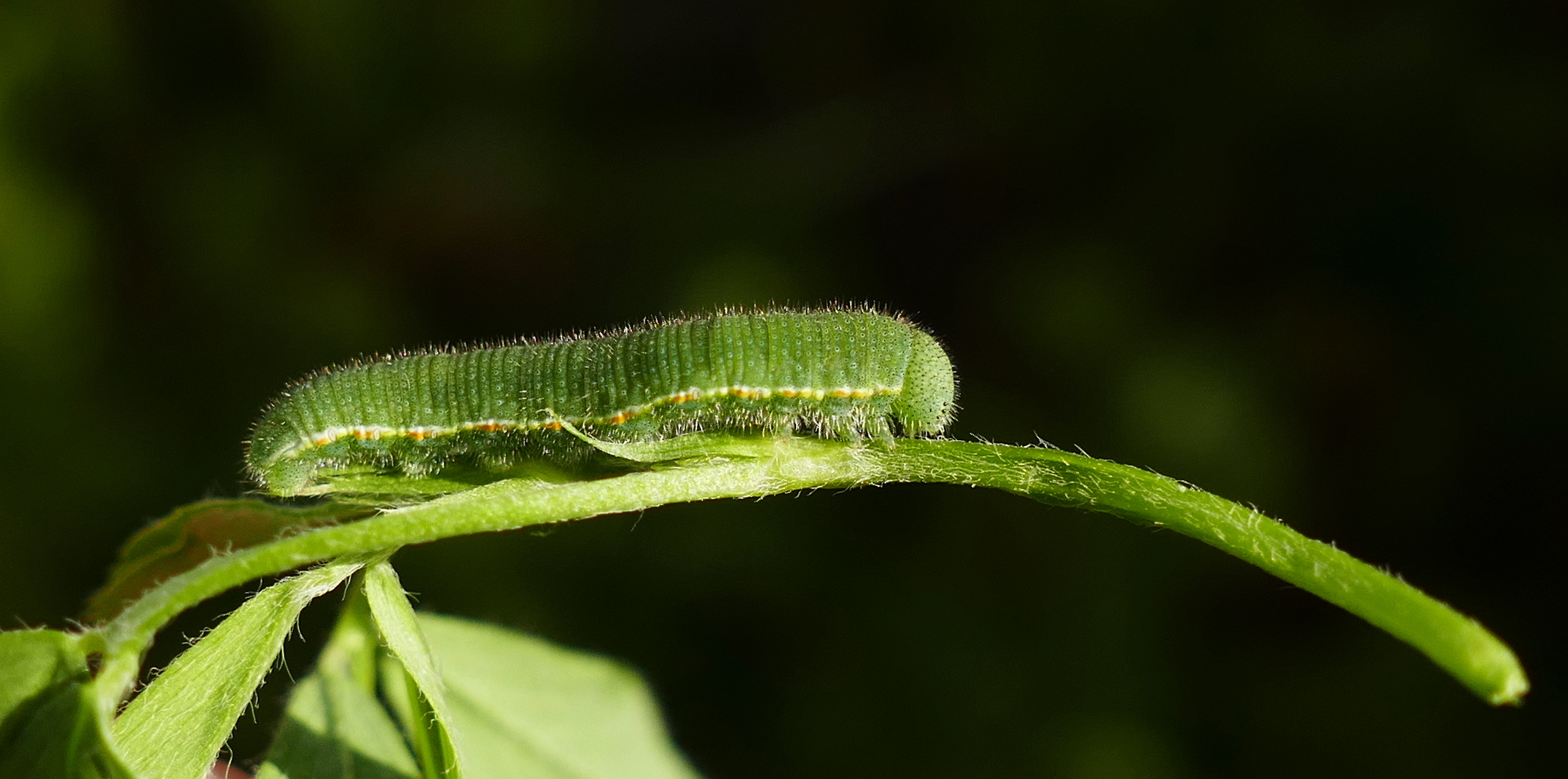
Hernyója

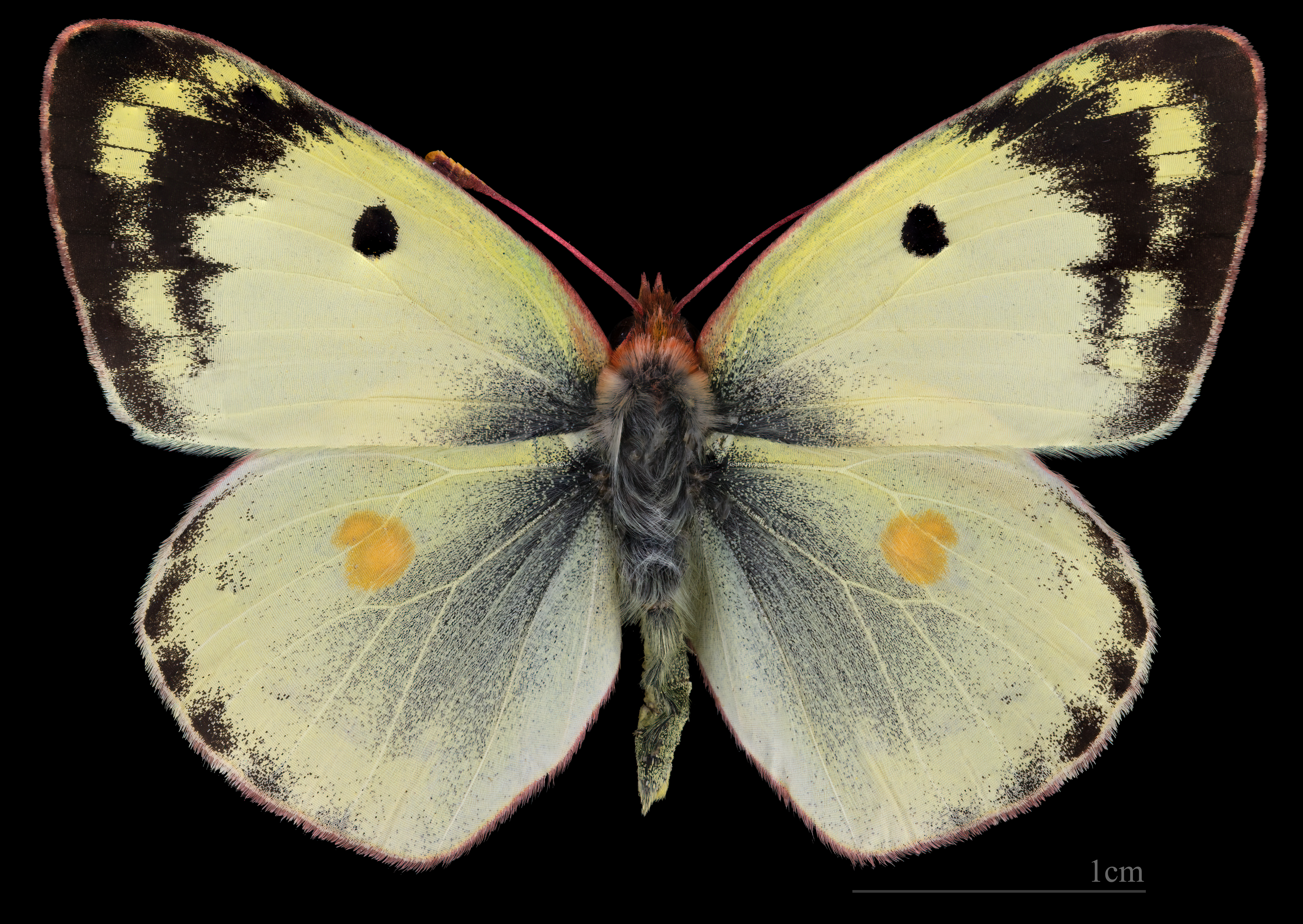
Colias hyale ♂
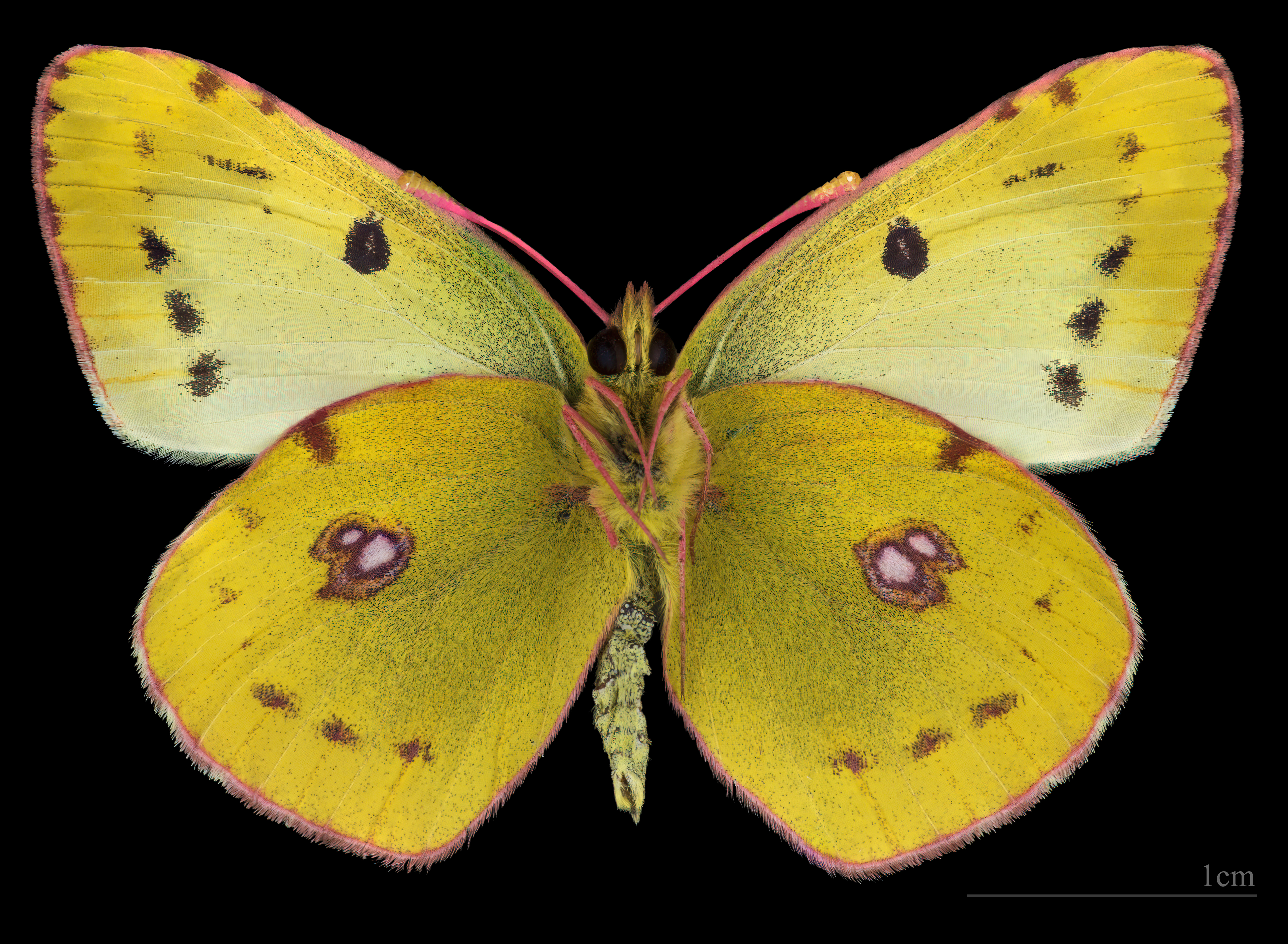
Colias hyale ♂ △
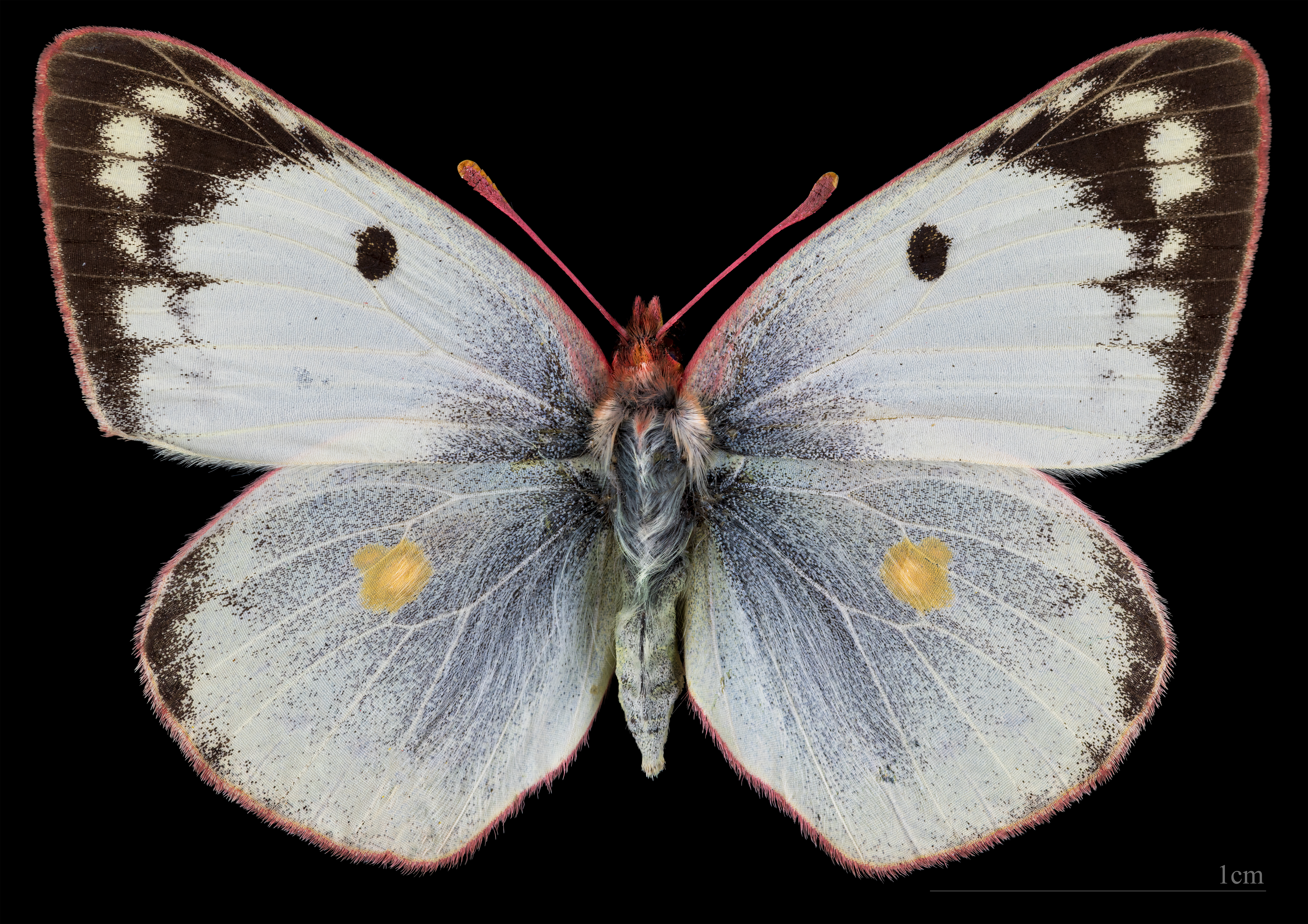
Colias hyale ♀
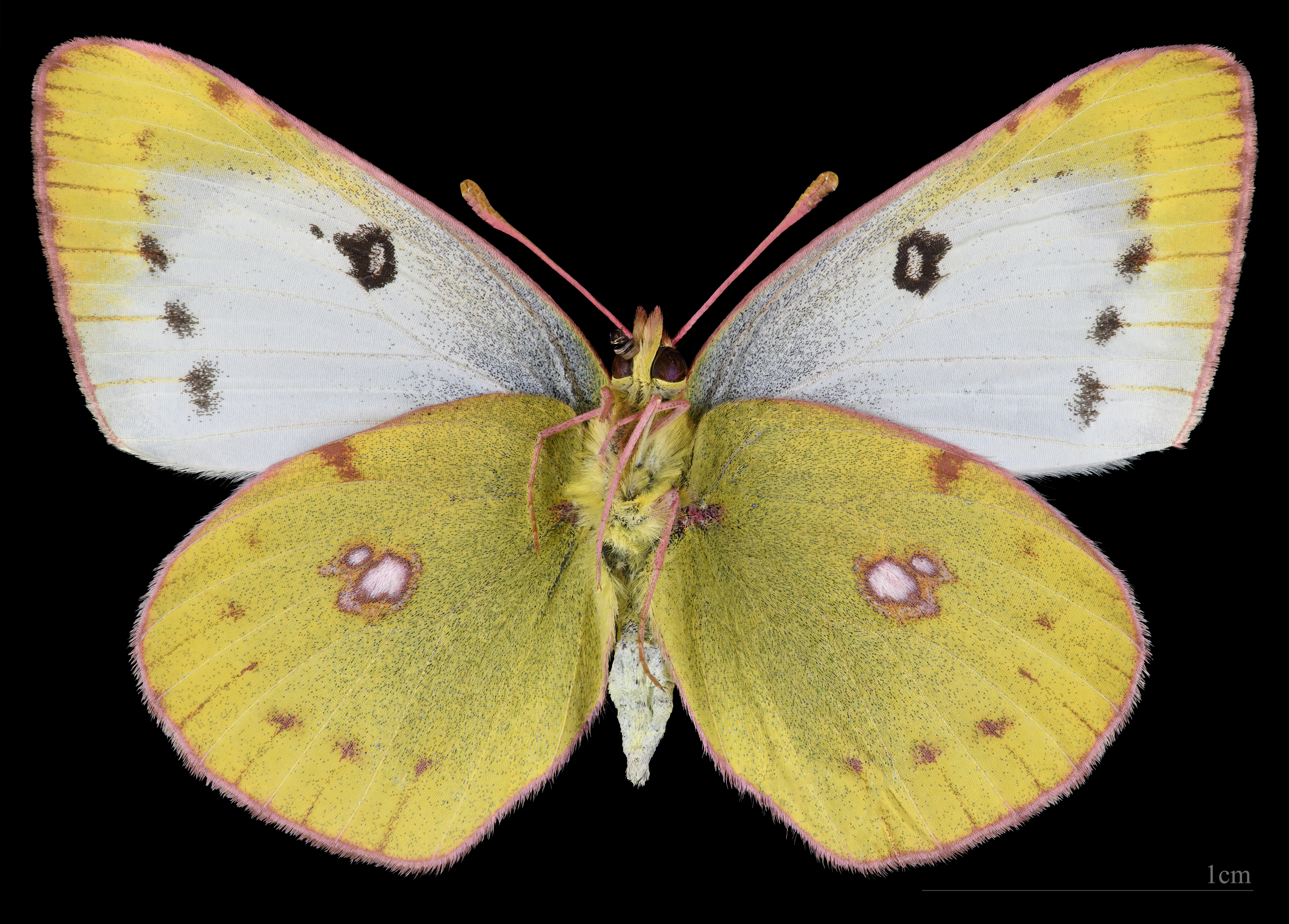
Colias hyale ♀ △

## Életmódja
Akár a többi kéneslepke, ez a faj is gyakran, szinte folyamatosan vándorol. Gyorsan repül, de ha virágra száll, hosszú ideig szívogat, ilyenkor szárnyait összecsukva tartja.
Virágos réteken 2-3 nemzedéke repül áprilistól októberig.
Petéit lucernára, lóherére, baltacimra rakja. Mindkét oldalukon sárga sávval díszített zöld hernyói májustól szeptemberig rágnak.

## Hasonló fajok
A fakó kéneslepkéhez hasonló fajok a déli kéneslepke (Colias alfacarensis) és a keleti kéneslepke (Colias erate). Előbbitől hímje világosabb alapszínével és szárnycsúcsának nagyobb sárga foltjaival különböztethető meg.